# Адальберт Баварский (1886—1970)
Принц Адальберт Баварский (3 июня 1886[…], Нимфенбург — 29 декабря 1970[…], Мюнхен) — член баварского королевского дома Виттельсбахов, историк, писатель и посол Германии в Испании.

## Жизнь
Принц Адальберт был вторым сыном принцем Людвига Фердинанда Баварского и инфанты Марии де ла Пас Испанской.
Во время Первой мировой войны, как и большинство его сверстников, Адальберт присоединился к баварской армии и был офицером. Он служил в артиллерии в качестве командира батареи, а затем был офицером кавалерии в Генеральном штабе на Западном и Восточном фронтах.
После поражения Германии в 1918 году принц Адальберт покинул армию и начал изучать историю в Мюнхенском университете; позже опубликовал несколько работ по баварской и королевской истории.
С началом Второй мировой войны Адальберт был отозван обратно в армию и служил офицером штаба при близком друге семьи Вильгельме Риттере фон Леебе. Вместе с группой армий С он принял участие в немецком вторжении во Францию, но его возвращение в немецкую армию было недолгим. В начале 1941 года принц Адальберт был освобождён от всех боевых обязанностей в результате так называемого Prinzenerlass. Этим указом Гитлер распорядился запретить всем членам бывших немецких царствующих домов участвовать в любых военных операциях в Вермахте. Позже, в мае 1941 года, принц Адальберт был уволен из армии и уехал в фамильный замок Хоэншвангау в южной Баварии, где жил на протяжении всей войны.
Вскоре после войны он стал работать в Баварском отделении Красного Креста, и в 1952 году Конрад Аденауэр назначил его послом ФРГ в Испании. Он оставался на этом посту до 1956 года.
Принц Адальберт Баварский умер 29 декабря 1970 года в Мюнхене и похоронен на кладбище Андексского аббатства в Баварии.

## Брак и дети
12 июня 1919 года Адальберт Баварский женился на графине Августе Зеефрид ауф Буттенхайм (1899—1978), дочери графа Отто Людвига Зеефрид ауф Буттенхайма и принцессы Елизаветы Марии Баварской. У супругов было два сына:
- Принц Константин Баварский (1920—1969), в 1942 году женился на Марии Адельгунде, принцессе Гогенцоллерн-Зигмаринген (1921—2006), дочери Фридриха Виктора фон Гогенцоллерн-Зигмаринген (1891—1965); в 1953 году женился на Элен «Хэлла» фон Хевенхюллер-Метш (1921—2017), дочери Франца Фюрста фон Хевенхюллер-Метч.
  - Леопольд (р. 1943), от первого брака, бывший автогонщик.
  - Адальберт (р. 1944), от первого брака, дважды женат, двое детей от второго брака.
  - Изабель (р. 1954), от второго брака, вышла замуж за графа Альфреда Хойоса, двое детей.
- Принц Александр Баварский (1923—2001), не женат, бездетен.